# Власов, Алексей Васильевич
Алексей Васильевич Власов (1923—1967) — старшина Советской Армии, участник Великой Отечественной войны, Герой Советского Союза (1944).

## Биография
Алексей Власов родился в 1923 году в деревне Пушкарёво (ныне — Ордынский район Новосибирской области) в семье крестьянина. После окончания сельской школы работал в совхозе. В сентябре 1942 года Власов был призван на службу в Рабоче-крестьянскую Красную Армию. С 1943 года — на фронтах Великой Отечественной войны, был наводчиком станкового пулемёта 25-го гвардейского стрелкового полка 6-й гвардейской стрелковой дивизии 13-й армии Центрального фронта. Отличился во время битвы за Днепр.
В ночь с 22 на 23 сентября 1943 года Власов переправился через Днепр в северу от Киева и пулемётным огнём прикрывал переправу через реку советских подразделений. 29 сентября он одним из первых переправился через Припять в районе села Плютовище Чернобыльского района Киевской области Украинской ССР и уничтожил две огневые точки противника.
Указом Президиума Верховного Совета СССР «О присвоении звания Героя Советского Союза генералам, офицерскому, сержантскому и рядовому составу Красной Армии» от 15 января 1944 года за «образцовое выполнение боевых заданий командования по форсированию реки Днепр и проявленные при этом мужество и героизм» гвардии красноармеец Алексей Власов был удостоен высокого звания Героя Советского Союза с вручением ордена Ленина и медали «Золотая Звезда» за номером 1832.
В 1947 году в звании старшины Власов был демобилизован и вернулся на родину. Учился на агротехнических курсах. Умер 4 мая 1967 года.
Был также награждён орденами Отечественной войны 2-й степени и Красной Звезды, а также рядом медалей.